# Корко, Эльмар
Эльмар Корко (эст. Elmar Korko; 8 февраля 1908[…], Юрьев, Лифляндская губерния — 10 июля 1941, Тарту) — эстонский спортсмен, выступавший в академической гребле, хоккее, лёгкой атлетике в 1920-х — 1930-х годах. Участник летних Олимпийских игр в Берлине.

## Биография
Эльмар Корко родился 8 февраля 1908 года в городе Юрьеве Прибалтийского края Российской империи. С юных лет занимался спортом в местном клубе «Калев».
С 1922 года преподавал греблю в клубе «Таара». В 1928 году окончил Гимназию Хуго Треффнера. В 1932 году в составе тартуской хоккейной команды «Калев» занял второе место на чемпионате Эстонии по хоккею. Показывал достаточно высокие результаты в беге на средние дистанции: 1500 метров (4:20,0) и 3000 метров (9:29,5).
Наиболее значимый старт в его спортивной карьере состоялся в 1936 году, когда он вошёл в состав эстонской национальной сборной по академической гребле и благодаря череде удачных выступлений удостоился права защищать честь страны на летних Олимпийских играх в Берлине. В программе одиночек занял третье место на предварительном квалификационном этапе, затем стал третьим в дополнительном отборочном заезде — таким образом выйти в полуфинальную стадию соревнований не смог.
Впоследствии неоднократно принимал участие в соревнованиях по лёгкой атлетике, плаванию, борьбе и боксу в качестве судьи.
За выдающиеся достижения на спортивном поприще 24 февраля 1938 года был награждён золотым крестом ордена Орлиного креста.
Помимо занятий спортом служил в полиции, состоял в тартуской дружине Союза обороны Эстонии.
Погиб вместе с женой 10 июля 1941 года в столкновении с советскими солдатами, отступавшими из Турту. Похоронен на Тартуском кладбище Маарья.